# Pască
Pour les articles homonymes, voir Pasca.

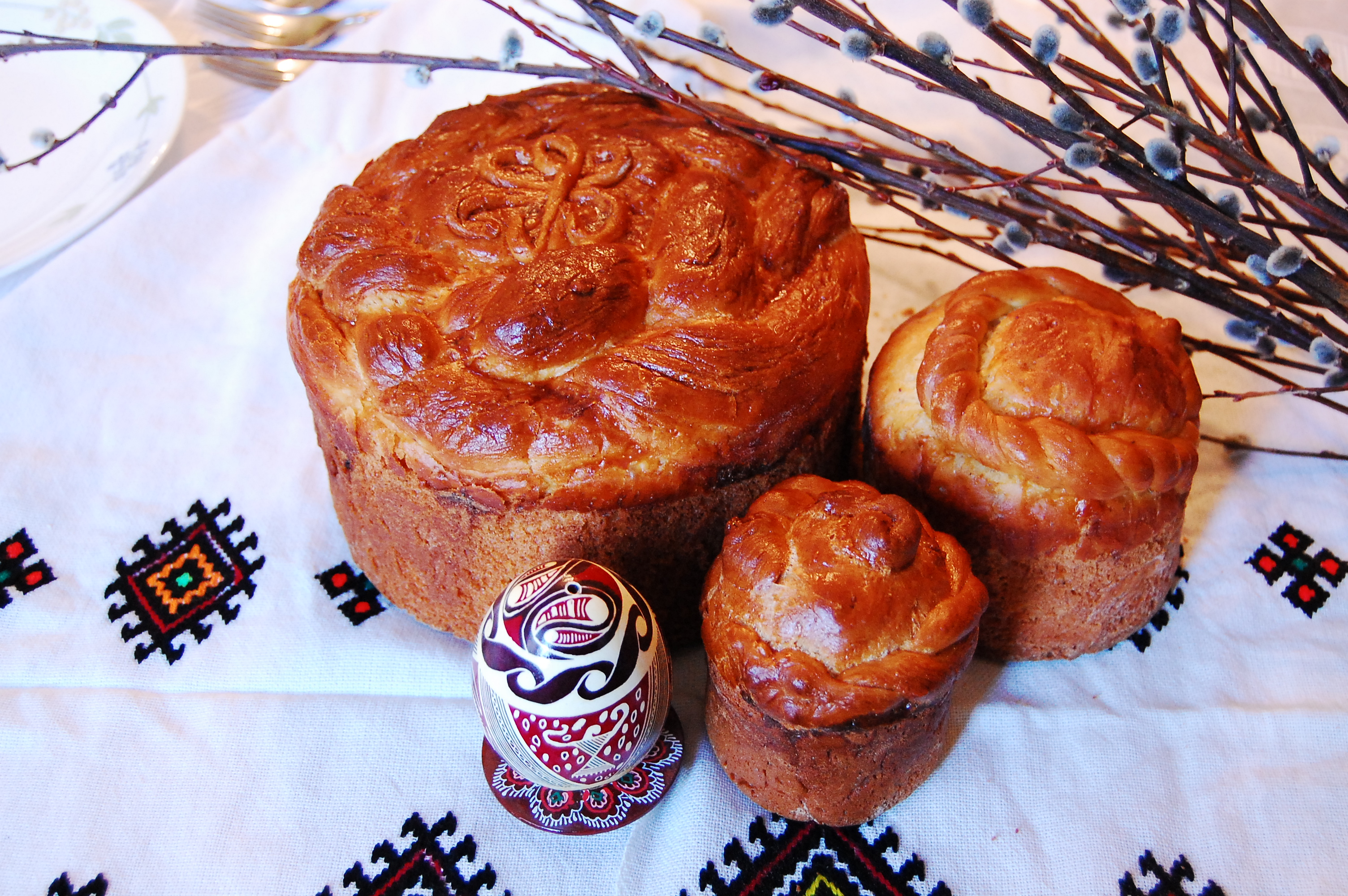
La pască.

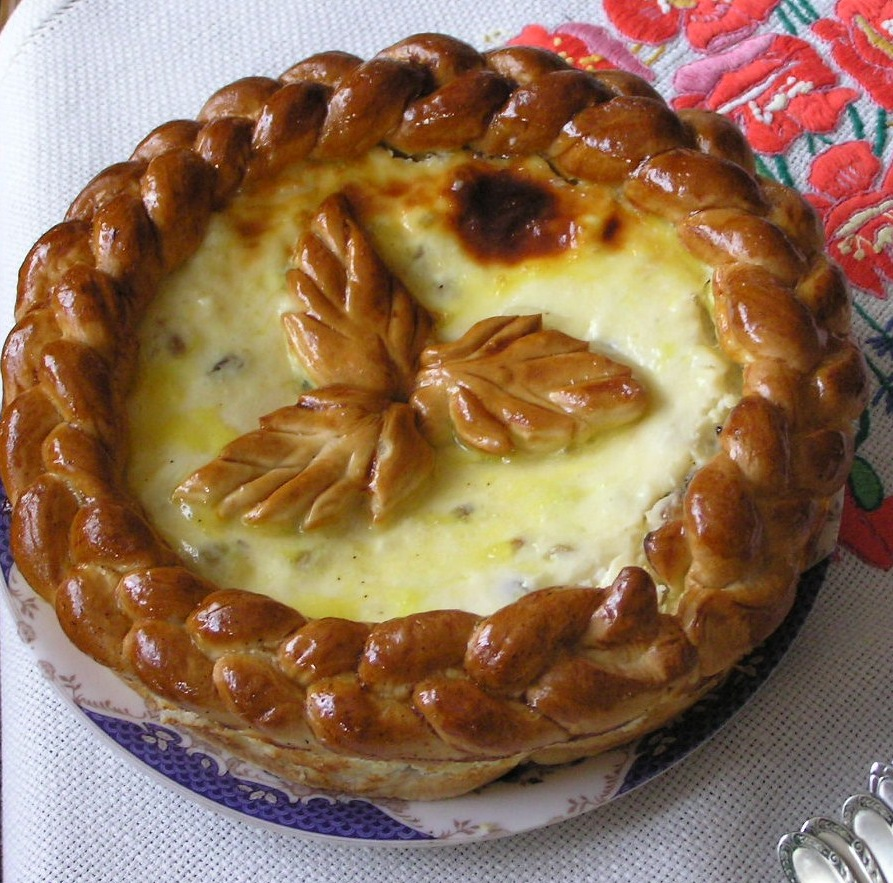
La pască.

La pască est une pâtisserie traditionnelle ukrainienne, roumaine et moldave. C'est un gâteau spécialement préparé pour Pâques qui se présente comme une grande tarte composée d'un mélange de fromage frais, crème fraîche, jaunes d’œufs, raisins secs et sucre. Il est le dessert indispensable des repas du dimanche de Pâques en Roumanie.
La tradition est particulièrement répandue dans les pays où prédominent les liens religieux ou culturels orthodoxes orientaux avec l'ancien Empire byzantin.

## Étymologie
Par son nom, le gâteau a une parenté évidente avec la fête de Pâques. 

## Tradition
Autrefois on faisait beaucoup de pâte à cozonac pour Pâques et, pour ne pas gaspiller, les ménagères préparaient un autre gâteau, chacune d'après sa fantaisie. À la campagne, la coutume était que les cozonac et les pască soient portés à l'église pour que le prêtre les bénisse. On y voyait toujours, dans des écuelles, les œufs peints de Pâques et sur des plateaux recouverts de serviettes brodées toutes les douceurs du village, dont une part irait garnir les tables familiales, tandis qu'une autre part restait à l'église en offrande.
La pască est généralement un gâteau au fromage, mais de nos jours, on peut trouver des pască au chocolat.

## Recettes similaires dans le monde
Des recettes de gâteaux de Pâques sont présentes dans les gastronomies :
- allemande : agneau de Pâques,
- anglaise : Simnel cake,
- espagnole : yemas,
- grecque : kalitsounia et tsouréki,
- hongroise : kalacs,
- italienne : colomba,
- polonaise : baba,
- russe : koulitch,
- sicilienne : cassata,
- suédoise : ostkaka,
- napolitaine : pastiera,
- géorgienne : paska.